# La Brecha, Sinaloa
La Brecha är en ort i Mexiko.   Den ligger i kommunen Guasave och delstaten Sinaloa, i den västra delen av landet, 1 200 km nordväst om huvudstaden Mexico City. La Brecha ligger 7 meter över havet och antalet invånare är 2 085.
Terrängen runt La Brecha är mycket platt. Runt La Brecha är det ganska tätbefolkat, med 52 invånare per kvadratkilometer. Närmaste större samhälle är El Burrión, 18,7 km norr om La Brecha. Trakten runt La Brecha består till största delen av jordbruksmark.